# Wesley Hunt
Wesley Parish Hunt, född 13 november 1981 i Houston i Texas, är en amerikansk politiker (republikan). Han är ledamot av USA:s representanthus sedan 2023.
I mellanårsvalet i USA 2022 besegrade Hunt demokraten Duncan Klussmann med 63,0 procent av rösterna mot 35,5 procent för Klussmann, medan Joel Dejean fick 1,5 procent som obunden kandidat.